# Wereldkampioenschappen tafeltennis 1983
De wereldkampioenschappen tafeltennis 1983 werden van 28 april t/m 9 mei gehouden in de Japanse hoofdstad Tokio. Het was de 37e editie van het toernooi.
Op het programma stonden zeven onderdelen:
- Enkelspel mannen. Regerend kampioen was  Guo Yuehua.
- Enkelspel vrouwen. Regerend kampioen was  Tong Ling.
- Dubbelspel mannen. Regerend kampioenen waren  Cai Zhenhua en  Li Zhenshi.
- Dubbelspel vrouwen. Regerend kampioenen waren  Cao Yanhua en  Zhang Deying.
- Gemengd dubbel. Regerend kampioenen waren  Xie Saike en  Huang Junqun.
- Team mannen. Regerend kampioen was  China.
- Team vrouwen. Regerend kampioen was  China.

De winnaars mogen zich voor twee jaar wereldkampioen noemen. De verliezend finalist ontvangt de zilveren medaille. De verliezers van de halve finales ontvangen de bronzen medaille op de individuele onderdelen. Bij de teams wordt er wel om de bronzen plak gestreden door de verliezende halvefinalisten.

## Medailles

### Medaillewinnaars
| Onderdeel        | Goud                                                               | Zilver                                                                             | Brons                                                                             |
| Enkelspel (m)    | Guo Yuehua                                                         | Cai Zhenhua                                                                        | Jiang Jialiang Wang Huiyuan                                                       |
| Enkelspel (v)    | Cao Yanhua                                                         | Yang Young-ja                                                                      | Qi Baoxiang Huang Junqun                                                          |
| Dubbel (m)       | Zoran Kalinić Dragutin Šurbek                                      | Jiang Jialiang Xie Saike                                                           | Hiroyuki Abe Seiji Ono Wang Huiyuan Yang Yuhua                                    |
| Dubbel (v)       | Dai Lili Shen Jianping                                             | Geng Lijuan Huang Junqun                                                           | Cao Yanhua Ni Xia Lian Pu Qijuan Tong Ling                                        |
| Dubbel (gemengd) | Guo Yuehua Ni Xia Lian                                             | Chen Xinhua Tong Ling                                                              | Cai Zhenhua Cao Yanhua Xie Saike Huang Junqun                                     |
| Team (m)         | China Cai Zhenhua Fan Changmao Guo Yuehua Jiang Jialiang Xie Saike | Zweden Mikael Appelgren Stellan Bengtsson Ulf Bengtsson Erik Lindh Jan-Ove Waldner | Hongarije Gábor Gergely István Jónyer Zoltán Káposztás Zsolt Kriston János Molnár |
| Team (v)         | China Cao Yanhua Geng Lijuan Ni Xia Lian Tong Ling                 | Japan Mika Hoshino Emiko Kanda Fumiko Shinpo Tomoko Tamura                         | Noord-Korea Chang Yong-ok Kim Gyong-sun Li Bun-hui Li Song-suk                    |

### Medailleklassement
Dubbelparen uit verschillende landen gelden ieder als 0,5.
| Plaats | Land        | Goud | Zilver | Brons | Totaal |
| 1      | China       | 6    | 4      | 9     | 19     |
| 2      | Joegoslavië | 1    | 0      | 0     | 1      |
| 3      | Japan       | 0    | 1      | 1     | 2      |
| 4      | Zuid-Korea  | 0    | 1      | 0     | 1      |
| 4      | Zweden      | 0    | 1      | 0     | 1      |
| 6      | Hongarije   | 0    | 0      | 1     | 1      |
| 6      | Noord-Korea | 0    | 0      | 1     | 1      |
| Totaal | Totaal      | 7    | 7      | 12    | 26     |